# 狭山市立新狭山小学校
狭山市立新狭山小学校（さやましりつ しんさやましょうがっこう）は、埼玉県狭山市入間川にある公立小学校。

## 歴史
- 1975年（昭和50年）
  - 4月1日 - 開校。
  - 4月8日 - 開校式と第1回入学式及び最初の始業式挙行。
- 1976年（昭和51年）5月12日 - 校舎とプール及び室内運動場が竣工。校章を制定、記念式典挙行。
- 1978年（昭和53年）3月1日 - 校歌制定記念式典を挙行。
- 1979年（昭和54年）3月24日 - 校旗制定。
- 1982年（昭和57年）3月20日 - 教室を増設。
- 1984年（昭和59年）11月24日 - 開校10周年記念式典挙行。
- 1985年（昭和60年）5月18日 - 「なかよし」の像除幕式挙行。
- 1992年（平成4年）
  - 7月3日 - 砂場枠取り替え工事が完了。
  - 12月25日 - 屋上の一部防水工事が終了。
- 1993年（平成5年）11月10日 - 卒業記念樹「なかよしの木」を移植。
- 1994年（平成6年）
  - 6月30日 - プール濾過装置改修工事が完了。
  - 11月17日 - 開校20周年記念のつどい開催。
  - 11月25日 - 受変電設備改修工事が完了。
- 1995年（平成7年）9月30日 - 空調設備工事が完了。
- 1996年（平成8年）8月31日 - 大規模改修工事が完了。
- 1997年（平成9年）3月27日 - 大規模改修と温度保持工事が完了。
- 1999年（平成11年）
  - 2月10日 - 体育館屋根改修工事が完了。
  - 7月19日 - 岩石園移動工事と校庭中庭への花壇及びフェンス設置工事が完了。
- 2000年（平成12年）3月31日 - 特殊学級教室の改修工事とパソコンルーム空調工事が完了。
- 2001年（平成13年）5月31日 - プールサイド改修工事が完了。
- 2001年（平成13年）12月28日 - 放送設備改修工事が完了。
- 2002年（平成14年）6月30日 - 給食用エレベータ改修工事が完了。
- 2004年（平成16年）
  - 1月8日 - 体育館フロアー塗装工事が完了。
  - 11月20日 - 開校30周年記念式典挙行。
- 2010年（平成22年）3月26日 - プール本体塗り替え及びプールサイド塗り替えとプール濾過装置取り替え実施。
- 2013年（平成25年）3月21日 - 体育館耐震補強工事が完了。
- 2014年（平成26年）1月27日 - 普通教室空調設置工事が完了。
- 2024年（令和6年）5月 - コミュニティスクール開始[1]。

## 通学区域
出典
- 沢（全域）、入間川（632～659番・716番・717番・722～736番・856～971番・974～980番・989～1009番・1023～1031番・1093～1118番・1122～1131番・1133～1138番・1154～1167番・1173～1177番・1186番、1187番・1189～1192地・1196～1200番・1204～1226番・1229番・1230番・1232～1236番・1240番）、大字青柳（325番・328番・329番・333番・343番）、大字加佐志（1～531番）、大字東三ツ木、新狭山1丁目（1～12番）、新狭山2丁目（全域）、新狭山3丁目（全域）
- なお、特別許可地区として、以下の地域から通う児童は、堀兼小学校・狭山台小学校への通学が可能。
  - 大字青柳（325番・328番・329番、333番(4号・8号・17号)）、大字加佐志（1～7番・9～16番・18～54番・56～59番・62番・63番・65～74番・75番1号・76番1号・77番3号・78～83番・85番・86番・89～91番・93番・94番・95番1号・137番6号・143番・145番1号・146～148番・150～156番・158～189番・192～214番・216～236番・238～248番・250～263番・265～273番・278～287番・295番・297番・329～345番・347～365番・366番(2号・12号）・367～370番・371番11号・380番3号・382番3号・383～385番・388番3号・461番・462番・467番・468番・471～478番・480番・481番・483～502番・505番・506番・508～522番・524～531番）、大字東三ツ木（60番・62番・65番・67～69番・71番・74番・79～94番・98番・100～109番・112～118番・120～122番・126～130番・140～164番・165番1号・170番1号・171番、172番(4号・6号)・201番・456番3号・457番1号・462番）

## 進学先中学校
出典
- 狭山市立中央中学校 - 沢地区と入間川地区から通う児童の進学先
- 狭山市立堀兼中学校 - 上記地区以外から通う児童の進学先

## アクセス
- 西武バス「狭山30」・「狭山31」の各系統で、「狭山台団地」バス停から、徒歩約370m・約6分。
- 狭山市コミュニティバス「掘兼コース」で、「狭山台北」バス停から、徒歩約310m・約5分。なお、運行は、左回り2便・右回り2便の計4本のみ。
- 西武鉄道新宿線新狭山駅から、
  - 徒歩約1.4km・約21分。
  - 上述の狭山市コミュニティバス「掘兼コース」で、「狭山台北」バス停下車後、徒歩。
- 西武鉄道新宿線狭山市駅から、上述の「狭山30」・「狭山31」の各系統で、終点「狭山台団地」バス停下車後、徒歩。

## 学校周辺
- 沢自治会集会所
- ローソン狭山加佐志店

## その他
- 1997年に公開された映画『鉄塔 武蔵野線』では、本編前半のシーンに登場する水泳教室に通う生徒に本校児童が出演した他、制作協力に本校も加わった。